# Рукавное разветвление
Рукавное разветвление — элемент пожарно-технического вооружения для распределения потока воды из магистральной в рабочие линии. По количеству выходных патрубков разветвления бывают трёх-, четырёх-, реже — двухходовыми. Как правило, от насоса пожарного автомобиля прокладывают магистральную линию. Вблизи очага пожара к ней присоединяют разветвление, а от него прокладывают рабочие линии к стволам или пеногенераторам. Это позволяет регулировать количество воды, поступающее в рабочую линию, и перекрывать поток при наращивании линии.

## Интересные факты
- Отмечались[кем?] случаи использования разветвления, включенного наоборот, в качестве водосборника
- За характерную форму трехходовое разветвление получило в среде пожарных жаргонное название «рак» или «краб»